# Pell City
Pell City is een plaats (city) in de Amerikaanse staat Alabama, en valt bestuurlijk gezien onder St. Clair County.

## Demografie
Bij de volkstelling in 2000 werd het aantal inwoners vastgesteld op 9565.
In 2006 is het aantal inwoners door het United States Census Bureau geschat op 11.894, een stijging van 2329 (24,3%).

## Geografie
Volgens het United States Census Bureau beslaat de plaats een oppervlakte van
70,3 km², waarvan 63,6 km² land en 6,7 km² water. Pell City ligt op ongeveer 194 m boven zeeniveau.

## Plaatsen in de nabije omgeving
De onderstaande figuur toont de plaatsen in een straal van 24 km rond Pell City.